# José Córdoba
José Ángel Córdoba Chambers (ur. 3 czerwca 2001 w mieście Panama) – panamski piłkarz występujący na pozycji środkowego obrońcy, reprezentant Panamy, od 2024 roku zawodnik angielskiego Norwich City.